# Вечеринка по случаю оглашения пола ребёнка
Вечери́нка по слу́чаю оглаше́ния по́ла ребёнка — это праздничное мероприятие, проводимое во время беременности, где раскрывается пол будущего ребёнка. Это возможно в том числе и потому, что современная медицина предлагает несколько способов узнать биологический пол плода задолго до рождения. Такую вечеринку часто совмещают с беби-шауэр. Во время этого мероприятия посетители дарят подарки будущим родителям.

## Праздник
Раскрытие пола будущего ребёнка выступает кульминацией в праздничном мероприятии. Организаторы праздника часто сохраняют пол плода в секрете и от его будущих родителей, которым его сообщает во время праздника третье лицо (по предварительной договорённости).
Раскрытие секрета может приобретать форму викторин или поединков между «розовой» и «синей» командами. Также секрет может раскрываться другими способами, например разрезанием торта, лопанием шариков, конфетти, раскрытием пиньяты, цветным дымом и прочими способами. (Розовый цвет обозначает девочку, синий — мальчика.) Помимо цветов используется другая явная гендерная стереотипная атрибутика, например ассоциация мальчика с оружием, спортом, техникой, а девочки с украшениями, цветами, косметикой.

## История
Впервые подобные вечеринки стали проводиться в США в конце 2000-х годов.
Популярность гендерных вечеринок сильно возросла к концу 2010-х годов, в немалой степени этому способствовали социальные сети (YouTube, Instagram, Pinterest). Чаще всего такие мероприятия проводят белые жители США среднего класса.

## Критика
Вечеринки по случаю оглашения пола подвергались критике со стороны журналистов и учёных, в частности из-за использования слова «гендер» (англ. Gender) в названии мероприятия, которое определяет социальное поведение и самоопределение человека, при этом фактически речь идёт о раскрытии биологического пола плода. Такое смешение укрепляет идею неразрывности пола и гендера человека, которая в свою очередь стирает небинарных, интерсекс, трансгендерных личностей